# Ramdev

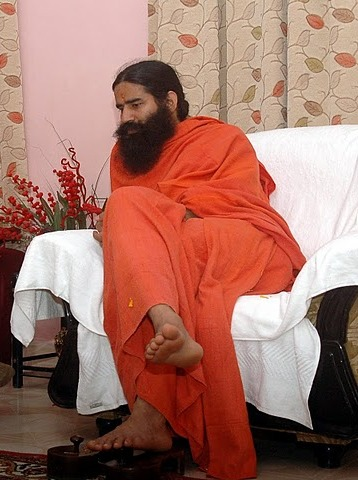
Ramdev (2010)

Ramdev (Hindi रामदेव Rāmdev; unter dem Namen Ramkishan Yadav * vielleicht 25. Dezember 1965 in Said Alipur, Distrikt Mahendragarh, Haryana) ist ein indischer Yoga-Guru, Swami, Aktivist und Unternehmer.
Mit seinen Yoga-Massenveranstaltungen und populären Fernsehsendungen gilt er als wichtige Persönlichkeit einer indischen Yoga-Renaissance. Ramdev engagierte sich politisch in einer Bewegung gegen Korruption und unterstützte 2014 den Wahlkampf von Narendra Modi. Das von ihm 2006 zusammen mit dem Nepalesen Balkrishna gegründete Unternehmen „Patanjali Ayurved“ weitete sein Geschäftsfeld von der Herstellung und dem Verkauf von ayurvedischen Pharmazieprodukten auf Konsumgüter des täglichen Bedarfs, Lebensmittel und mittlerweile auch Mode aus und erreicht Umsätze in Milliarden-(US-Dollar)-Höhe. Seine Yogalehre weist neben der Behauptung von vielerlei positiven gesundheitlichen Wirkungen einen stark hindu-nationalistischen Einschlag auf.

## Jugend und Ausbildung
Ramdev wurde als Ramkishan Yadav in dem Dorf Said Alipur im Süden des indischen Bundesstaates Haryana im Distrikt Mahendragarh geboren. Er war der zweite Sohn des Bauern Ram Nivas Yadav und dessen Frau Gulabo Devi. Es werden verschiedene Geburtsdaten angegeben, die jedoch nicht verifizierbar sind: 25. Dezember 1965, Januar 1968 und Dezember 1975. Nach ihm kamen ein weiterer Bruder und eine Schwester zur Welt. Seine Kindheit war von Armut und verschiedenen Unfällen geprägt; seine linke Gesichtshälfte ist teilweise gelähmt. Ramkishan besuchte anfangs die öffentliche Schule in Shahzadpur. Beeindruckt von wandernden Arya-Samaj-Asketen und nachdem er ein Buch von Dayananda Saraswati gelesen hatte, dem Gründer der hinduistischen Reformbewegung, erlangte Ramkishan Aufnahme in einen „Gurukul“, einer religiösen Schule. Diese lag in dem 30 Kilometer entfernten Ort Khanpur. In dem Gurukul Kalwa in Peelukheda (Distrikt Jind) setzte er seine Ausbildung fort. In dieser Zeit lernte er Sanskrit und erhielt auch eine Einführung in Yoga. Zu seinen Aufgaben im Gurukul Kalwa gehörte es, die Wäsche und das Geschirr seines Lehrers Baldev zu waschen, welcher gleichzeitig als sein Guru fungierte. Er versorgte die Kühe des Ashrams und bettelte um Almosen. Baldev gab ihm den Namen „Ramdev“ und verlieh ihm zum Abschluss seiner Schulzeit den Titel Acharya (Lehrer).
Nachdem Ramdev Anfang der 1990er Jahre als Gurukul-Lehrer in Kishangarh Ghasera gewirkt hatte, verließ er diesen Posten und wandte sich nach Haridwar am Ganges. Der Grund für diesen Wechsel lag möglicherweise darin, dass er einmal die Beherrschung verlor und einen Schüler über das in Gurukuls übliche Maß hinaus geschlagen hatte. Auf Vermittlung seines nepalesischen Freundes Balkrishna wurde er von dem jungen Yoga-Gelehrten Acharya Karamveer weiter ausgebildet, welcher aus einem reichen Elternhaus stammt. Als Bedingung musste er geloben, zölibatär zu leben und umsonst zu lehren. Nach Meinung der Biographin Priyanka Pathak-Narain war der Einfluss Karamveers, der danach strebte Yoga zu einer Massenbewegung zu machen, entscheidend für den Erfolg Ramdevs. In dieser Zeit (ca. von 1993 bis 1995) sollen die Freunde zu den Quellen des Ganges im Himalaya gereist sein und dort längere Zeit in Höhlen gelebt haben. Außerdem machten sie zwei medizinische Exkursionen in die Stammesgebiete des nordostindischen Bundesstaats Assam.

## Yoga für die Massen

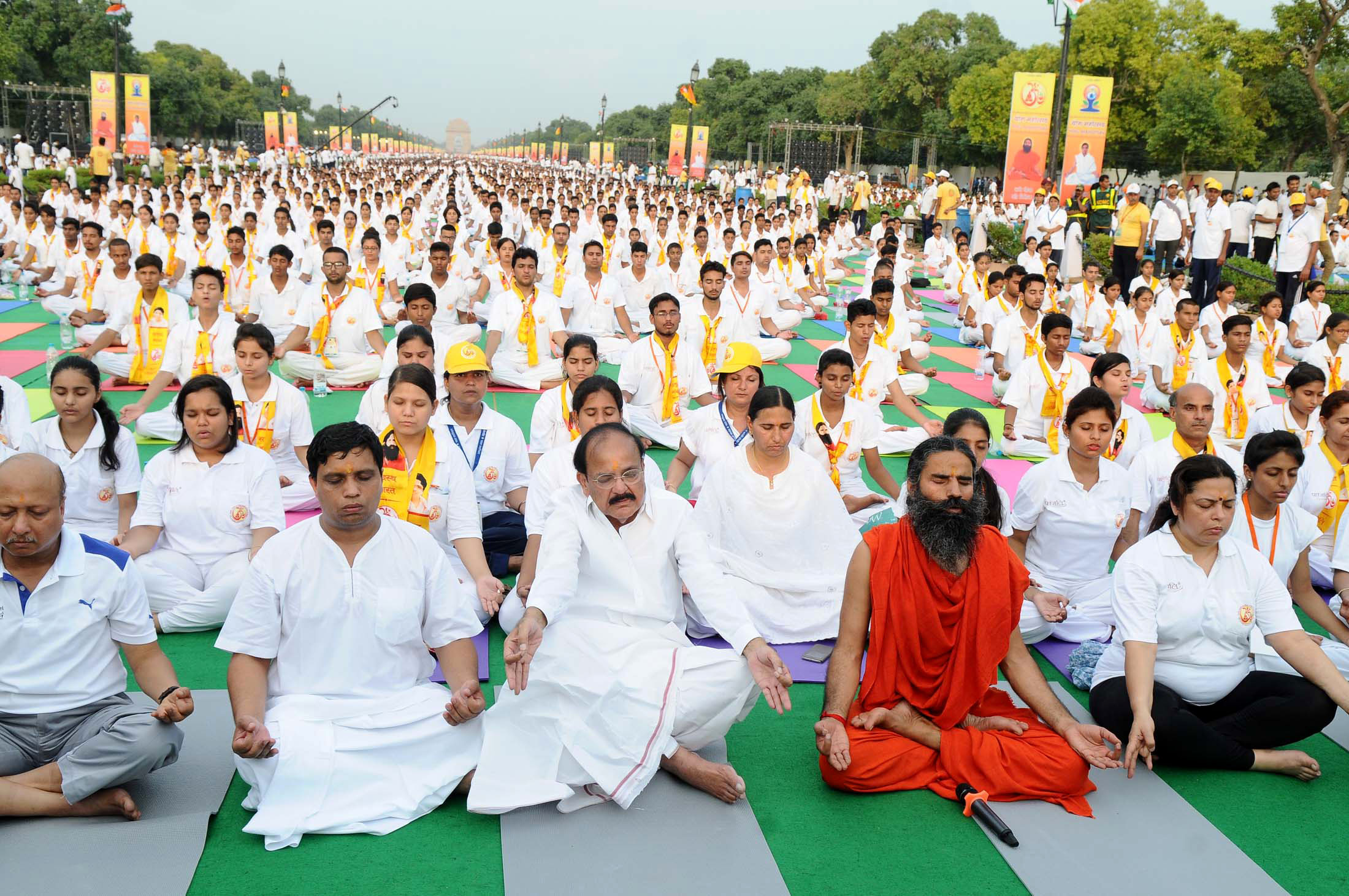
Yoga-Camp mit Ramdev auf dem Rajpath in New Delhi, 2016

Als Ausgangsbasis für den weiteren Aufstieg ergab sich für Ramdev die Gelegenheit, den im Niedergang befindlichen Kripalu Bagh Ashram in Haridwar zu übernehmen. Dieser Ashram war 1932 von Kripaludev, einem vormaligen Freiheitskämpfer und Hindu-Nationalisten gegründet worden und wurde nun von dem alternden Guru Shankar Dev (* 1929; vermisst seit 14. Juli 2007) geleitet, der sich um sein Erbe sorgte. Am 5. Januar 1995 registrierten Shankar Dev, Ramdev, Karamveer und Balkrishna gemeinsam den Divya Yog Mandir Trust, dessen Mission lautete: „Den Massen auf praktische Art Yoga zu lehren, um den Menschen dabei zu helfen, Gesundheit, geistiges Wohlergehen und Glückseligkeit zu erlangen.“
Am 9. April 1995 erhielt Ramdev von Shankar Dev die Diksha, die Einweihung in den Stand eines Sannyasin, der das safranfarbige Mönchsgewand anlegt und auf weltliche Güter verzichtet. Dies bedeutete, dass Ramdev als Schüler (Shishya) des Gurus nach dessen Tod sein Erbe antreten konnte, aber es war auch ein Bruch mit der Schultradition des Arya Samaj, in der Ramdev bis dahin stand.
Zusammen mit Karamveer veranstaltete Ramdev sogenannte „Shivirs“ (von Sanskrit: „Śibira“ = Feldlager), meist übersetzt als „Yoga Camps“, an denen immer mehr Personen teilnahmen. Sie kosteten keinen oder nur geringen Eintritt und fanden teils als Roadshows an verschiedenen Orten, teils im Kripalu Bagh Ashram in Haridwar statt. Das erste Camp in Haridwar 1997 dauerte eine Woche und stellte das Debüt Ramdevs als Yogalehrer dar (bei den vorherigen Camps wirkte Karamveer als Lehrer und Ramdev sang Bhajans).
Die Yoga-Camps füllten eine Lücke in Indien, wo, zu einer Zeit als Yoga im Westen an Popularität gewann, die Massen kaum Zugang zu Yoga-Lehrern hatten. Das Format erwies sich zudem als geeignet für die Übersetzung ins Medium des Fernsehens. Bereits der erste Auftritt Ramdevs im religiösen Fernsehkanal Sanskar im Jahr 2002 war ein Erfolg, der Ramdev ein Vielfaches an Spendengeldern einbrachte als ihn die Sendezeit kostete – die im Jahr 2000 gegründeten religiösen Spartenkanäle Aastha und Sanskar erlaubten religiösen Führern gegen Entgelt Sendezeit zu kaufen, um damit zu ihren Anhängern zu sprechen, neue Anhänger zu gewinnen und um Spenden zu werben. Im Jahr 2003 wechselte Ramdev zu Aastha und erreichte in den nächsten Jahren ein wachsendes Millionenpublikum. Letztlich übernahm Ramdev beide Sender durch die 2007 gegründete Firma Vedic Broadcastings Pvt. Ltd. Die Fernsehshows zeigen Shivirs mit Ramdev als Lehrer vor manchmal Tausenden von Menschen, wobei das Hauptaugenmerk auf den gesundheitlichen Wirkungen von Yogastellungen (Asanas) und Atemübungen (Pranayama) liegt. In den Shows hält Ramdev auch Reden über die Anwendung von Yoga-Philosophie und -Moral im Alltag.
Am 4. Februar 2005 gründeten Ramdev und Balkrishna den Patanjali Yogpeeth Trust, mit dem sie eine neue institutionelle Basis für ihr expandierendes Yoga-Reich schufen. Etwa 20 Kilometer von Haridwar an der Straße nach New Delhi in Bahadrabad entstanden auf einem über 240 ha großen Gelände eine Ayurveda-Klinik, ein Ayurveda-College, Produktionsstätten für Ayurveda-Medikamente, Yoga-Center uvm. Namensgeber des Trusts ist der Autor des Yogasutra, Patanjali.
Im März 2005 verließ Ramdevs Mentor Karamveer den Ashram, weil er den Idealismus der Anfangstage verloren gehen sah. Insbesondere missfiel ihm, dass inzwischen (bis auf den älteren Bruder) die ganze Familie Ramdevs nach Haridwar gezogen und in die Geschäfte des Ashrams involviert war, während nach der Sitte ein Sadhu seine Familie für immer hinter sich gelassen hatte. Außerdem waren die Yoga-Camps nicht mehr gratis, wie von Karamveer gefordert, sondern kosteten zunehmend höhere Eintrittspreise.
Im Jahr 2006 ging Ramdev, dessen Shows durch den Sender Aastha International auch in den Vereinigten Staaten und in Großbritannien übertragen wurden, auf Tour nach England und hielt Yoga-Camps in Leicester, Coventry, Manchester und London. Im Sommer 2007 folgte eine USA/UK-Tour. In Großbritannien, USA, Nepal, Mauritius und Kanada wurden Schwesterorganisationen des Patanjali Yogpeeth Trusts gegründet. Die britische Organisation besitzt aufgrund einer Schenkung durch die Geschäftsleute Sunita und Sam Poddar die schottische Insel Little Cumbrae (erworben 2009 für 2,1 Mio. £).
Der Patanjali Yogpeeth Trust gibt seit 2003 die Monatszeitschrift Yog Sandesh heraus. Es existiert ein Verlag Divya Prakashan und eine umfangreiche Präsenz im Internet. Aus den Titeln von Ramdevs Yoga-DVDs (z. B. Yog for diabetes, Yog for psoriasis, Yog for eye diseases, Yog for vertebral column, Yog for youth, Yog practices and life style, Yog for asthma, Yog for Parkinson & paralysis, Yog for various ailments, Yog for children, Yog for high blood pressure, Yog for childless couple) geht hervor, dass die meisten von ihnen die Heilung spezifischer Krankheiten mittels Yoga versprechen.

## Politik
Ab 2004 verband sich Ramdev mit Rajeev Dixit, dem Gründer einer Bewegung für „Swadeshi“ (einheimische Güter) namens „Azadi Bachao Andolan“, die 1992 gegründet wurde und über die Jahre 100 Millionen Anhänger gewonnen hatte. Ramdev erlaubte dem hervorragenden Redner auf seinen Yoga-Camps zu sprechen, wo er die Zuhörer begeisterte.
Unter dem Einfluss Dixits gründete Ramdev eine eigene Swadeshi-Organisation „Bharat Swabhiman Andolan“ (übersetzt etwa „Indische Selbst-Verherrlichungs-Bewegung“), die sich für den Kauf einheimischer Produkte und gegen Korruption und ausländische Konzerne aussprach. Im Jahr 2008 setzte er sich an die Spitze einer von mehreren Hindu-Organisationen initiierten Kampagne zum Schutz des Ganges und zu seiner Befreiung von Dämmen und Wehren. Indem er auf die letztere, unrealistische Forderung verzichtete, konnte Ramdev im November 2008 als Erfolg für sich verbuchen, dass die Regierung den Ganges zum Nationalerbe erklärte und sich zur Reinigung des Flusses bis 2020 verpflichtete.
Am 30. November 2010 starb Rajeev Dixit 43-jährig an einem Herzinfarkt. Die Biographin Priyanka Pathak-Narain schildert nach Berichten von Augenzeugen die Umstände der Totenfeier: Dixits Leichnam lag in der großen Halle des Patanjali Yogpeeth II, eines gewaltigen Raums, der tausende Menschen zur Yoga-Ausübung aufnehmen konnte, auf einem Eisblock. Das Gesicht Dixits erschien in einem seltsamen Violett und Blau und die Haut schälte sich ab. Jenen Berichten zufolge wurden Forderungen nach einer Autopsie von Ramdev verhindert. Mehrmals sah sich Ramdev danach genötigt, aufkommenden Gerüchten über ein Verbrechen öffentlich entgegenzutreten.
Am meisten Aufmerksamkeit erregte aber Ramdevs Auftreten im Kampf gegen Regierungskorruption im Sommer 2011. Er schloss sich dabei dem Aktivisten Anna Hazare an, der mit einem Hungerstreik die Regierung zur Verabschiedung eines wirksamen Anti-Korruptionsgesetzes veranlassen wollte. Am 4. Juni 2011 begann Ramdev einen öffentlichen Hungerstreik in New Delhi. Die Veranstaltung, zu der etwa 40 000 Menschen kamen, wurde in der Nacht zum 5. Juni 2011 von der Polizei gewaltsam geräumt und der fliehende Baba, der um sein Leben fürchtete, inhaftiert. Nach seiner Freilassung setzte er den Hungerstreik in Haridwar fort, brach ihn aber nach einigen Tagen wieder ab. Ein besonderes Anliegen Ramdevs war die Heimholung von ins Ausland verschafftem „black money“, Schwarzgeld, das dem indischen Volk fehle und so für Hunger und Armut verantwortlich sei.
Als im Jahr 2013 das oberste indische Gericht das Verbot von homosexuellen Beziehungen wieder einsetzte, das 2009 von einem niederen Gericht aufgehoben wurde, begrüßte Ramdev diese Entscheidung, da sie „den Empfindungen von Hindus, Moslems, Sikhs und Christen, und allen, die an Moral glaubten,“ Rechnung trage. Er bezeichnete Homosexualität als eine „amerikanische Krankheit“ und behauptete, dass Yoga solche „schlechten Angewohnheiten“ heilen könne.
Im Wahlkampf zur Parlamentswahl 2014 unterstützte Ramdev Narendra Modi und dessen Partei Bharatiya Janata Party (BJP). Modi seinerseits ergriff nach seiner Wahl einige Maßnahmen, um die Stellung von Ayurveda und Yoga zu stärken: er verlieh der Abteilung AYUSH (Ayurveda, Yoga, Naturheilkunde, Unani, Siddha, Homöopathie) des Gesundheitsministeriums den Status eines eigenen Ministeriums, erwirkte bei den Vereinten Nationen (UN) die Einführung eines Weltyogatages und befreite gemeinnützige Stiftungen im Yogabereich teilweise von Steuern. Nach einem Bericht der Nachrichtenagentur Reuters konnten Patanjali Ayurved und damit verbundene Unternehmen mithilfe der BJP und deren Verbündeten Grundstücke über 46 Mio. $ unter Marktwert erwerben. Nach demselben Bericht hätten fünf führende Mitglieder der BJP (darunter die Außen-, Finanz-, Innen- und Verkehrsminister) ein Gelöbnis mit neun Punkten unterschrieben, für das Ramdev die Urheberschaft beanspruchte und das auf eine Umgestaltung des Landes unter Swadeshi-Gesichtspunkten abzielte. Das Gelöbnis beinhaltete auch eine Verpflichtung auf Kuhschutz.

## Patanjali Ayurved

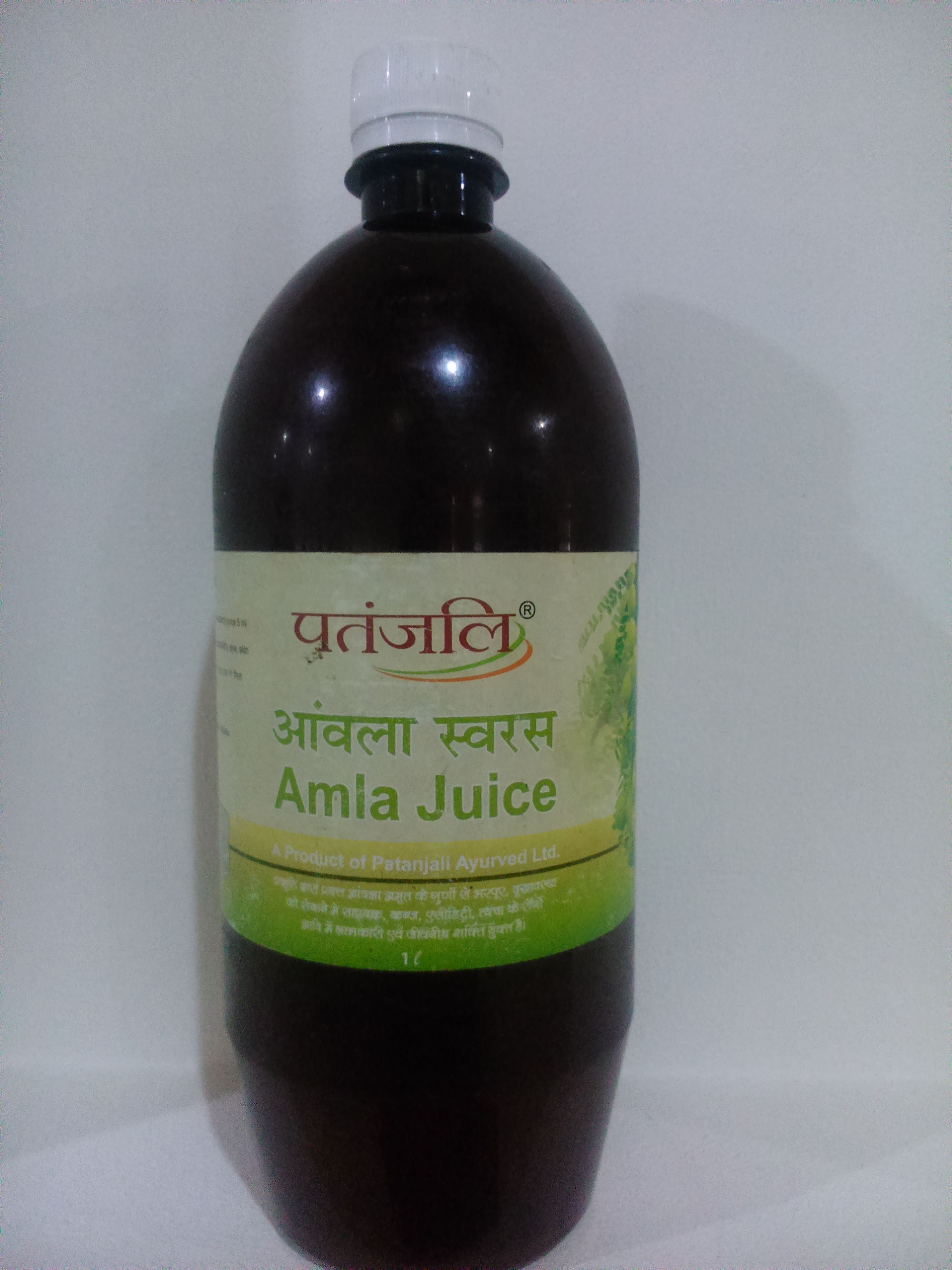
Patanjali Amla-Saft

Aus der 1995 gegründeten „Divya Pharmacy“ in Haridwar ging 2006 das Unternehmen „Patanjali Ayurved“ hervor. Balkrishna erhielt 90 % der Anteile, Muktananda, ein enger Vertrauter, 10 %. Die Eigentumsstruktur änderte sich im Lauf der Jahre, aber Balkrishna besaß stets mit Abstand die meisten Anteile. Es wäre für Ramdev als Weltentsager unpassend gewesen selbst Anteile zu halten. Im Jahr 2016/17 war Zahnpasta (Markenname: Dant Kanti) mit Rs 8,7 Mrd. (ca. 120 Mio. EUR) Hauptumsatzträger. Dahinter lagen Haaröl, Seife, Honig und Atta (Weizenmehl). Im Jahr 2017 übertrafen die Umsätze erstmals die Ein-Milliarden-Dollar-Grenze. 2018 verfügte Patanjali Ayurved über ein Netzwerk von 56 000 Verkaufsstellen und weitete sein Angebot auf Molkereiprodukte aus. Im selben Jahr verkündete Ramdev die Absicht, ein Mode- und Modeaccessoire-Geschäft (unter dem Namen Patanjali Paridhan) mit den Marken „Livefit“, „Aastha“ and „Sanskar“ zu eröffnen.
Nachdem er zunächst erklärt hatte, Covid-19 könne man mit ayurvedischer Medizin behandeln, äußerte er im Mai 2021, sich impfen lassen zu wollen und empfahl, es ihm gleichzutun.

## Yoga und Nationalismus
Ramdev definiert Yoga in seinem Buch Yog: Its Philosophy and Practice zuerst als das Ausjäten von schlechten Stimmungen, dann als Praktiken, die zur Vereinigung der Seele mit der Überseele führen. Er unterscheidet sodann Mantra Yog (Yoga der Anrufungen), Laya Yog (Yoga der Hingabe), Hatha Yog (Yoga der Reinigung von Geist und Körper) und Raja Yog (Yoga der geistigen Reinheit und Erleuchtung). Die Wohltaten von Yoga seien vielfältig:

„Durch das Ausüben von Yoga wird die in uns schlafende Energie geweckt. Die Übungen verjüngen das Gewebe und unterstützen die Bildung von neuen Zellen. Leichte Yoga-Übungen beleben das Nervensystem und regulieren den Blutkreislauf. ... Durch das Ausführen von Pranayamas und Asanas ziehen die Drüsen und die Muskeln sich zusammen und dehnen sich aus und Krankheiten werden auf natürliche Weise geheilt. ... Über die Steigerung der körperlichen Fitness hinaus wirkt Yoga auch auf die feineren Sinne, den Intellekt und den Geist. Yoga regelt die Arbeitsweise der Organe und hilft dem Geist dabei, sich loszulösen. Der Anhänger des Ashtanga-Yoga schreitet mit Leichtigkeit von dunkler Unwissenheit zu einem frohen, friedvollen und erleuchteten Dasein, indem er sich mit der höchsten Seele verbindet.“

Die tägliche Routine des Ashtanga-Yoga-Systems besteht aus Ahara (Diät), Nidra (Schlaf), Brahmacharya (Zölibat), Vyayam (Übung), Snan (Bad nach der Übung), Dhyan (Meditation, u. a. mit Chanten des Om- und des Gayatri-Mantras).
Yoga ist für Ramdev aber nicht nur eine individuelle Philosophie oder Praxis, sondern die Antwort auf die mannigfachen Probleme der heutigen globalen Gesellschaft. Der Religionswissenschaftler Stuart Ray Sarbacker sieht hier Parallelen zu bedeutenden Vertretern des modernen Yoga wie Bhavanrao Pant (1868–1951, Herrscher des Fürstenstaates Aundh in Maharashtra und Popularisierer der Sonnengruß-Yogasequenz) und zu Mohandas Gandhi.
Der Zusammenhang von spiritueller Praxis und sozialen Zielen wird in Ramdevs Manifest Jeevan Darshan („Lebensanschauung“, 2009) ausgeführt. Ihm schwebt eine Art Yoga-Nationalismus vor, die Ausübung von Yoga wird dabei zu einem Dienst an der Nation. In jedem soll die Religion des Yoga die Flamme einer National-Religion anzünden (Es gibt für Ramdev „keine größere Religion als den Dienst an der Nation“, „keinen größeren Gott als die Nation“). Durch die Selbstbildung mittels Yoga an jedem Morgen soll der restliche Tag dem Fortschritt und dem Wohlstand der Nation gewidmet sein.
Der Yoga-Praktiker wird dazu aufgerufen, fünf Gelöbnisse abzulegen, um fünf nationalistische Ziele (100 % Wahlbeteiligung, 100 % nationalistisches Denken. 100 % Boykott von ausländischen Unternehmen, 100 % einheimische Produktion, 100 % Yoga-Orientierung der Nation) zu erreichen:
1. Patriotische und aufrichtige Personen zu wählen
2. Patrioten zu vereinigen
3. Ausländische Waren zu boykottieren und einheimische Waren zu kaufen
4. Nationalistische Gedanken in der Öffentlichkeit zu vertreten und religiösen Traditionen wie Hindu, Islam, Christentum, Sikhismus, Buddhismus, Jainismus etc. im Privaten zu obliegen
5. Das ganze Land Yoga-orientiert zu machen und Verwirrung von der Gesellschaft fernzuhalten

So soll das Indien aus Ramdevs Träumen geschaffen werden, das sich durch fünf Eigenschaften auszeichnet: 1. Ein gesundes Indien, 2. ein sauberes Indien, 3. ein unabhängiges Indien durch indischen Lebensstil, 4. ein von Hunger, Arbeitslosigkeit und Armut durch Geburtenkontrolle befreites Indien, 5. ein von politischer Korruption befreites Indien mit 100 % Wahlbeteiligung. Die Frauen sollen durch die Ehrerbietung gegenüber den fünf Müttern: der Mutter der Geburt, Mutter Indien, Mutter Veda, Mutter Kuh und Mutter Ganges, geehrt werden. Zu den Übeln, die die Gesellschaft in Verwirrung stürzen, zählen für Ramdev Korruption, der Gebrauch von Alkohol, Tabak und anderen Drogen, Süßgetränke und Junk Food, Mangel an sexueller Zurückhaltung bei der Jugend und Homosexualität, eine sexualisierte Medienkultur, Umweltverschmutzung und Mangel an Zugang zur Medizin. Nach Ansicht von Sarbacker könnte in der stark konservativen Ausrichtung von Ramdevs Yoga-Bewegung ein Hauptunterscheidungsmerkmal zu heutigen europäischen und amerikanischen, meist viel liberaleren, Yoga-Traditionen liegen.

## Schriften
- Yog: Its Philosophy & Practice. Divya Prakashan, Haridwar 2008 (zuerst 2002 auf Hindi erschienen)[53]
- Jivan darshan : the philosophy of life : a complete guide to yoga culture, self culture and national ethos; along with Bharat Svabhiman : brief aims and objective, philosophy & principles. Divya Prakashan, Haridwar 2009, ISBN 978-81-89235-71-0